# Hastigerella unisetosa
Hastigerella unisetosa är en kräftdjursart som först beskrevs av Wells 1965.  Hastigerella unisetosa ingår i släktet Hastigerella och familjen Ectinosomatidae. Inga underarter finns listade i Catalogue of Life.